# Kasteel Brandepoel

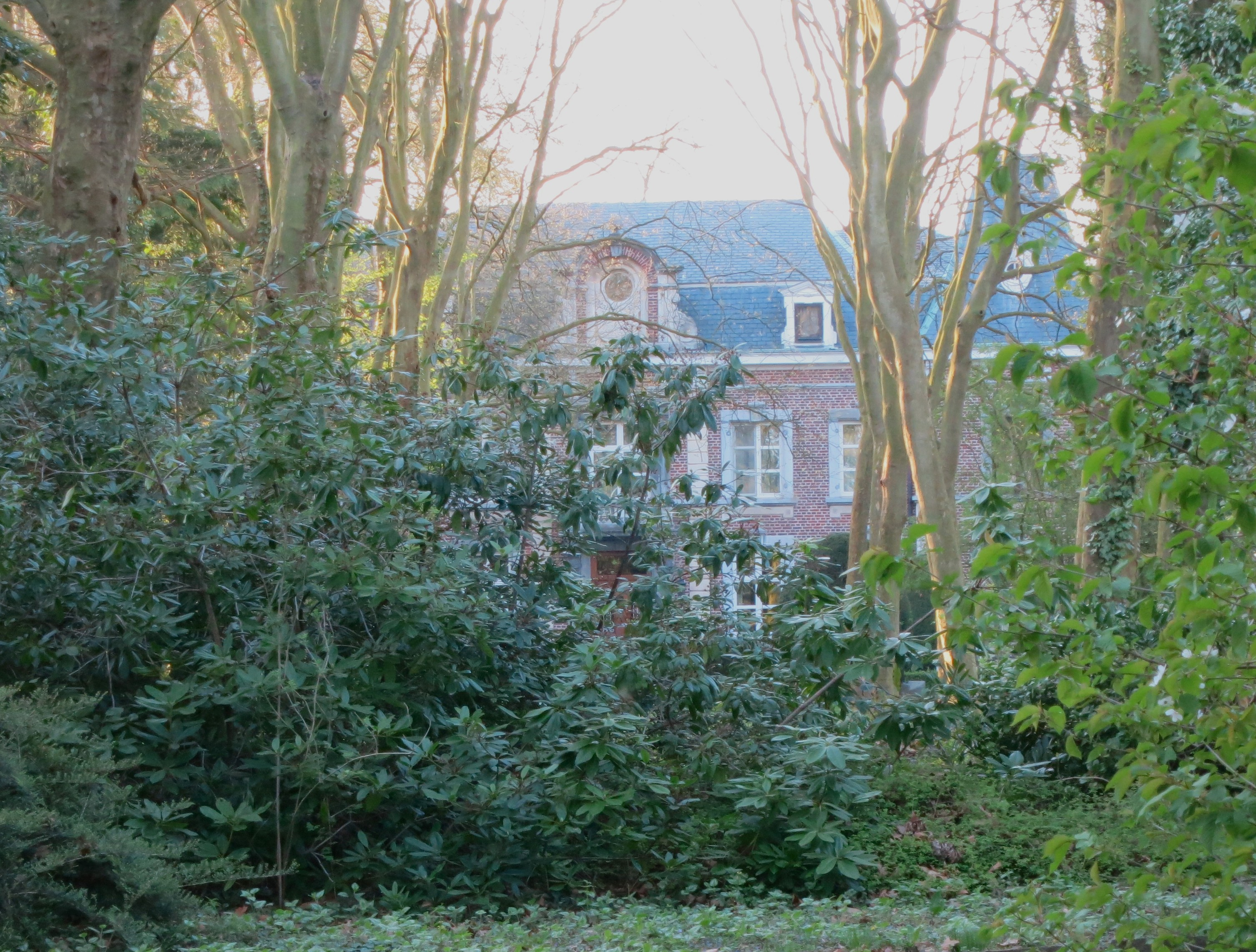
Kasteel Brandepoel

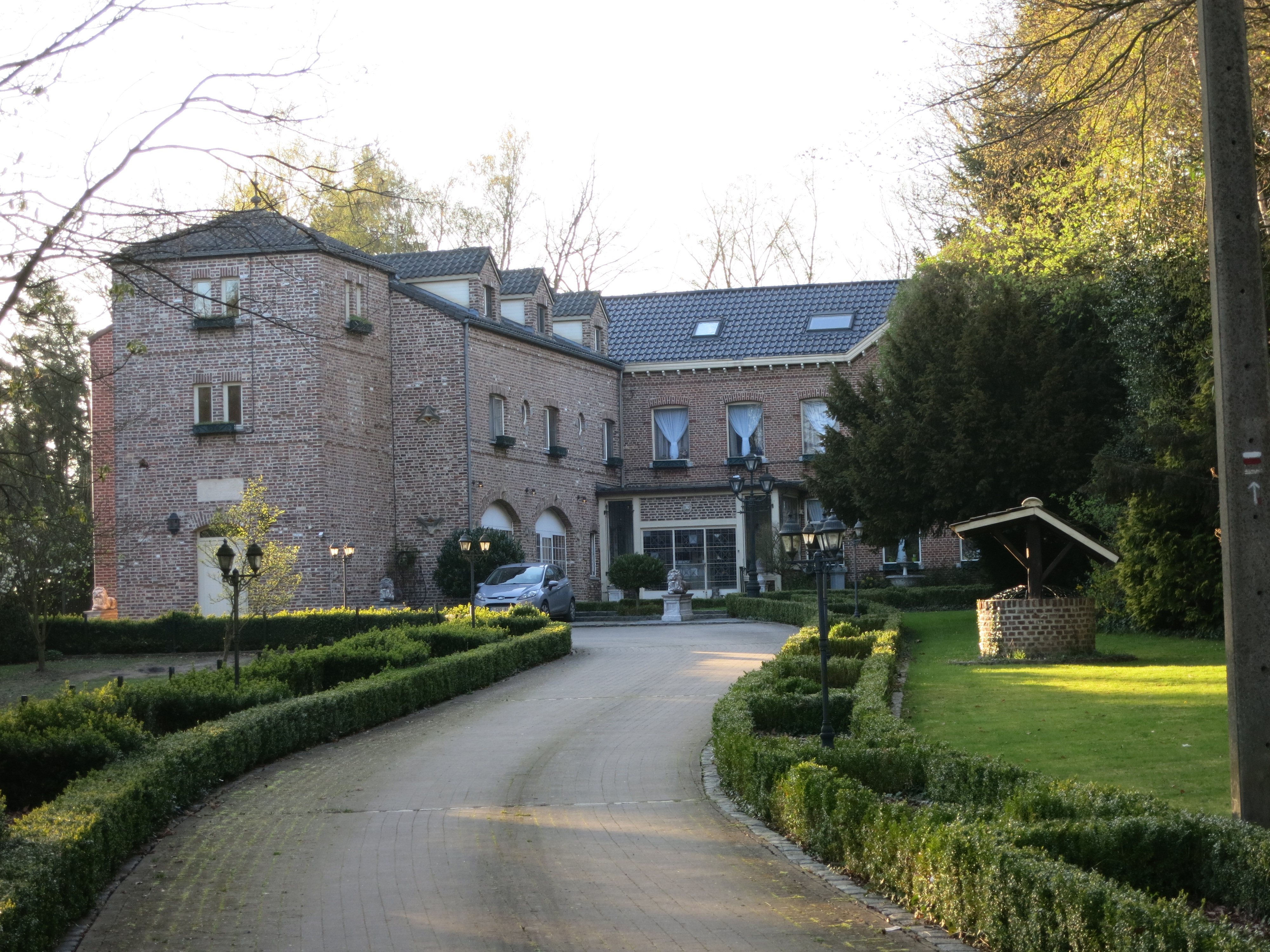
Woningen in kasteelvleugel

Het Kasteel Brandepoel is een kasteeltje te Sint-Joris, gelegen nabij Kortenbos en Kozen in de gemeente Alken, aan de Brandenpoelstraat 37-38.
Begin 19e eeuw was er op deze plaats al een kasteeltje, maar het huidige gebouw dateert van 1878 en is gebouwd in neobarokke stijl. In 1885 kwam het aan de familie Whettnal, die het omstreeks 1900 verhuurde aan de paters assumptionisten van Zepperen. Na de Tweede Wereldoorlog werd het gebouw in diverse woningen verdeeld en werd de grandeur van het gebouw onttakeld. Het was een statig landhuis onder mansardedak, oorspronkelijk geflankeerd door twee zijrisalieten die een torenachtige uitstraling hadden. Het parkje, dat het kasteel omringde, verwilderde eveneens.